# 1. Fußball-Club Nürnberg Verein für Leibesübungen 1979-1980
Questa voce raccoglie le informazioni riguardanti il 1. Fußball-Club Nürnberg Verein für Leibesübungen nelle competizioni ufficiali della stagione 1979-1980.

## Stagione
Nella stagione 1979-1980 il Norimberga, allenato da Jozef Vliers e Robert Gebhardt, concluse il campionato di 2. Bundesliga al 1º posto. In Coppa di Germania il Norimberga fu eliminato al terzo turno dall'Homburg.

## Rosa
| N. |                     | Ruolo | Calciatore          |
| -- | ------------------- | ----- | ------------------- |
|    | Germania (bandiera) | P     | Bernhard Hartmann   |
|    | Germania (bandiera) | P     | Herbert Heider      |
|    | Germania (bandiera) | D     | Bertram Beierlorzer |
|    | Germania (bandiera) | D     | Norbert Eder        |
|    | Germania (bandiera) | D     | Günter Eymold       |
|    | Germania (bandiera) | D     | Alois Reinhardt     |
|    | Germania (bandiera) | D     | Norbert Schlegel    |
|    | Germania (bandiera) | D     | Peter Stocker       |
|    | Germania (bandiera) | D     | Jürgen Täuber       |
|    | Germania (bandiera) | D     | Horst Weyerich      |
|    | Germania (bandiera) | C     | Franz Heitzer       |

| N. |                     | Ruolo | Calciatore           |
| -- | ------------------- | ----- | -------------------- |
|    | Austria (bandiera)  | C     | Reinhold Hintermaier |
|    | Germania (bandiera) | C     | Dieter Lieberwirth   |
|    | Germania (bandiera) | C     | Jan Majkowski        |
|    | Germania (bandiera) | C     | Reinhold Schöll      |
|    | Germania (bandiera) | A     | Herbert Heidenreich  |
|    | Austria (bandiera)  | A     | Franz Oberacher      |
|    | Germania (bandiera) | A     | Alfred Steinkirchner |
|    | Germania (bandiera) | A     | Siegfried Susser     |
|    | Germania (bandiera) | A     | Detlev Szymanek      |
|    | Germania (bandiera) | A     | Klaus Täuber         |

## Organigramma societario
Area tecnica
- Allenatore: Robert Gebhardt
- Allenatore in seconda:
- Preparatore dei portieri:
- Preparatori atletici:

## Calciomercato

### Sessione estiva
| Acquisti | Acquisti             | Acquisti         | Acquisti |
| R.       | Nome                 | da               | Modalità |
| -------- | -------------------- | ---------------- | -------- |
| P        | Bernhard Hartmann    | Monaco 1860      |          |
| P        | Herbert Heider       | Karlsruhe        |          |
| C        | Reinhold Hintermaier | VÖEST Linz       |          |
| A        | Hans-Otto Jordan     | VfR Bürstadt     |          |
| C        | Jan Majkowski        | Norimberga II    |          |
| A        | Franz Oberacher      | Wacker Innsbruck |          |
| A        | Alfred Steinkirchner | Friburgo         |          |
| A        | Siegfried Susser     | Friburgo         |          |

| Cessioni | Cessioni            | Cessioni        | Cessioni |
| R.       | Nome                | a               | Modalità |
| -------- | ------------------- | --------------- | -------- |
| C        | Peter Fuchs         | OSV Hannover    |          |
| D        | Hans Pausch         | MTV Ingolstadt  |          |
| D        | Günter Dämpfling    | Friburgo        |          |
| A        | Hans-Otto Jordan    | VfR Bürstadt    |          |
| C        | Winfried Berkemeier | Schalke 04      |          |
| P        | Gerhard Hummel      | ESV Ingolstadt  |          |
| C        | Bernd Schmider      | Stoccarda       |          |
| A        | Peter Sommer        | MTV Ingolstadt  |          |
| A        | Hans Walitza        | TSV Röttenbach  |          |
| A        | Miodrag Živaljević  | Olympique Lione |          |

### Sessione invernale
| Acquisti | Acquisti | Acquisti | Acquisti |
| R.       | Nome     | da       | Modalità |
| -------- | -------- | -------- | -------- |

| Cessioni | Cessioni | Cessioni | Cessioni |
| R.       | Nome     | a        | Modalità |
| -------- | -------- | -------- | -------- |

## Risultati

### 2. Bundesliga

#### Girone di andata
| Arbitro: | Aldinger |

|                                            |           |            |
| Künkel 50’, 54’ Traser 63’ (rig.) Heck 71’ | Marcatori | 84’ Jordan |

| Arbitro: | Engel |

|  |           |             |
|  | Marcatori | 37’ Seubert |

| 11 agosto 1979 3ª giornata |  | – Turno di riposo |  |  |

| Arbitro: | Ulm |

|                               |           |                       |
| Oberacher 13’ Lieberwirth 40’ | Marcatori | 62’ Stetter 88’ Lange |

| Arbitro: | Treib |

|  |           |                               |
|  | Marcatori | 22’ Heidenreich 59’ Oberacher |

| Arbitro: | Hontheim |

|                                                     |           |          |
| Hintermaier 17’ Weyerich 33’ (rig.) Heidenreich 90’ | Marcatori | 5’ Saile |

| Arbitro: | Walther |

|                       |           |                                            |
| Zieglmeier 12’ (rig.) | Marcatori | 39’ Heidenreich 47’ Täuber 82’ Lieberwirth |

| Arbitro: | Kuhn |

|                                                     |           |  |
| Hintermaier 46’ Lieberwirth 51’ Weyerich 86’ (rig.) | Marcatori |  |

| Arbitro: | Treib |

|            |           |              |
| Knecht 80’ | Marcatori | 7’ Oberacher |

| Arbitro: | Wohlfarth |

|                                                     |           |           |
| Heidenreich 38’ Lieberwirth 56’ Weyerich 85’ (rig.) | Marcatori | 36’ Knapp |

| Arbitro: | Schmidhuber |

|                 |           |                     |
| Leiendecker 34’ | Marcatori | 44’ (rig.) Weyerich |

| Arbitro: | Michel |

|               |           |                                                         |
| Kirschner 26’ | Marcatori | 32’ Schlegel 36’ Heidenreich 44’ Täuber 51’ Hintermaier |

| Arbitro: | Messmer |

|                                            |           |             |
| Hintermaier 21’ Heidenreich 26’ Täuber 45’ | Marcatori | 75’ Aumeier |

| Arbitro: | Clajus |

|            |           |                                                 |
| Zitzer 34’ | Marcatori | 37’ Hintermaier 53’ Lieberwirth 82’ Heidenreich |

| Arbitro: | Hellwig |

|            |           |              |
| Täuber 33’ | Marcatori | 79’ Fritsche |

| Arbitro: | Joos |

|                                 |           |  |
| Nathmann 73’ Stocker 76’ (aut.) | Marcatori |  |

| Arbitro: | Kinzinger |

|                                     |           |            |
| Heidenreich 80’ Weyerich 90’ (rig.) | Marcatori | 45’ Szupak |

| Arbitro: | Regneri |

|  |           |            |
|  | Marcatori | 57’ Susser |

| Arbitro: | Vielsack |

|                                           |           |           |
| Heidenreich 13’ Szymanek 43’ Schlegel 45’ | Marcatori | 60’ Stöhr |

| Arbitro: | Walz |

|            |           |                              |
| Wagner 85’ | Marcatori | 49’ Stocker 75’ (aut.) Karow |

| Arbitro: | Schmoock |

|                                                                    |           |  |
| Täuber 15’ Schlegel 27’, 52’ Heidenreich 45’ Täuber 69’ Susser 83’ | Marcatori |  |

#### Girone di ritorno
| Arbitro: | Tritschler |

|                                   |           |  |
| Täuber 20’ Susser 30’ Stocker 71’ | Marcatori |  |

| Arbitro: | Linn |

|  |           |                               |
|  | Marcatori | 26’, 52’ Täuber 74’ Oberacher |

| 2 febbraio 1980 24ª giornata |  | – Turno di riposo |  |  |

| Arbitro: | Engel |

|           |           |                                   |
| Schauß 8’ | Marcatori | 2’ Hintermaier 16’, 45’ Oberacher |

| Arbitro: | Jupe |

|                            |           |                    |
| Susser 63’ Beierlorzer 77’ | Marcatori | 90’ (rig.) Schwarz |

| Arbitro: | Schumann |

|                  |           |                            |
| Nickel 9’ (rig.) | Marcatori | 12’ Täuber 74’ Heidenreich |

| Arbitro: | Brehm |

|                                                                              |           |  |
| Hintermaier 6’ Beierlorzer 35’ Oberacher 40’ Heidenreich 48’ Lieberwirth 80’ | Marcatori |  |

| Arbitro: | Michel |

|             |           |                     |
| Brendel 86’ | Marcatori | 90’ (rig.) Weyerich |

| Arbitro: | Schmoock |

|  |           |                     |
|  | Marcatori | 53’ Berg 90’ Krause |

| Arbitro: | Linn |

|                  |           |                   |
| Pradt 89’ (rig.) | Marcatori | 53’, 88’ Szymanek |

| Arbitro: | Walz |

|                                                 |           |             |
| Hintermaier 8’ Weyerich 70’ (rig.) Szymanek 85’ | Marcatori | 63’ Müllner |

| Arbitro: | Luca |

|             |           |             |
| Hofmann 26’ | Marcatori | 37’ Stocker |

| Norimberga 12 aprile 1980 34ª giornata | Norimberga | 0 – 0 referto | Fürth | Städtisches Stadion (30 000 spett.)\| Arbitro: \| Treib \| |
| Arbitro:                               | Treib      |               |       |                                                            |

| Arbitro: | Könen |

|                       |           |                                            |
| Müller 52’ Hauser 78’ | Marcatori | 16’, 70’ Oberacher 25’ Szymanek 39’ Susser |

| Arbitro: | Joos |

|                                                   |           |  |
| Eder 54’ Heidenreich 68’ Szymanek 73’ Heitzer 75’ | Marcatori |  |

| Arbitro: | Dreher |

|                      |           |                     |
| Jambo 42’ Warken 73’ | Marcatori | 32’ (rig.) Weyerich |

| Arbitro: | Sahner |

|                                     |           |                     |
| Szymanek 7’ Oberacher 12’, 25’, 87’ | Marcatori | 77’ (aut.) Weyerich |

| Arbitro: | Theobald |

|               |           |                      |
| Schneider 19’ | Marcatori | 55’, 73’, 86’ Susser |

| Arbitro: | Tritschler |

|                    |           |          |
| Weyerich 3’ (rig.) | Marcatori | 63’ Groß |

| Arbitro: | Pickard |

|  |           |                 |
|  | Marcatori | 61’ Beierlorzer |

| Arbitro: | Engel |

|                 |           |            |
| Beierlorzer 69’ | Marcatori | 28’ Collet |

### Coppa di Germania
| Arbitro: | Messmer |

|                                    |           |  |
| Oberacher 46’ Heidenreich 60’, 65’ | Marcatori |  |

| Arbitro: | Quindeau |

|                                                                         |           |                               |
| Weyerich 16’ Hintermaier 23’ Lieberwirth 61’ Heidenreich 73’ Täuber 83’ | Marcatori | 56’ (rig.) Demuth 80’ Brücken |

| Arbitro: | Ulm |

|                 |           |                       |
| Heidenreich 84’ | Marcatori | 12’ Subklewe 75’ Beck |

## Statistiche

### Statistiche di squadra
| Competizione      | Punti | In casa | In casa | In casa | In casa | In casa | In casa | In trasferta | In trasferta | In trasferta | In trasferta | In trasferta | In trasferta | Totale | Totale | Totale | Totale | Totale | Totale | DR  |
| Competizione      | Punti | G       | V       | N       | P       | Gf      | Gs      | G            | V            | N            | P            | Gf           | Gs           | G      | V      | N      | P      | Gf     | Gs     | DR  |
| ----------------- | ----- | ------- | ------- | ------- | ------- | ------- | ------- | ------------ | ------------ | ------------ | ------------ | ------------ | ------------ | ------ | ------ | ------ | ------ | ------ | ------ | --- |
| 2. Bundesliga     | 61    | 20      | 13      | 5       | 2       | 49      | 16      | 20           | 13           | 4            | 3            | 39           | 22           | 40     | 26     | 9      | 5      | 88     | 38     | +50 |
| Coppa di Germania | -     | 3       | 2       | 0       | 1       | 9       | 4       | 0            | 0            | 0            | 0            | 0            | 0            | 3      | 2      | 0      | 1      | 9      | 4      | +5  |
| Totale            | 61    | 23      | 15      | 5       | 3       | 58      | 20      | 20           | 13           | 4            | 3            | 39           | 22           | 43     | 28     | 9      | 6      | 97     | 42     | +55 |

### Andamento in campionato
| Giornata  | 1  | 2  | 3  | 4  | 5  | 6  | 7 | 8 | 9 | 10 | 11 | 12 | 13 | 14 | 15 | 16 | 17 | 18 | 19 | 20 | 21 | 22 | 23 | 24 | 25 | 26 | 27 | 28 | 29 | 30 | 31 | 32 | 33 | 34 | 35 | 36 | 37 | 38 | 39 | 40 | 41 | 42 |
| --------- | -- | -- | -- | -- | -- | -- | - | - | - | -- | -- | -- | -- | -- | -- | -- | -- | -- | -- | -- | -- | -- | -- | -- | -- | -- | -- | -- | -- | -- | -- | -- | -- | -- | -- | -- | -- | -- | -- | -- | -- | -- |
| Luogo     | T  | C  |    | C  | T  | C  | T | C | T | C  | T  | T  | C  | T  | C  | T  | C  | T  | C  | T  | C  | C  | T  |    | T  | C  | T  | C  | T  | C  | T  | C  | T  | C  | T  | C  | T  | C  | T  | C  | T  | C  |
| Risultato | P  | P  |    | N  | V  | V  | V | V | N | V  | N  | V  | V  | V  | N  | P  | V  | V  | V  | V  | V  | V  | V  |    | V  | V  | V  | V  | N  | P  | V  | V  | N  | N  | V  | V  | P  | V  | V  | N  | V  | N  |
| Posizione | 17 | 20 | 20 | 20 | 18 | 14 | 8 | 5 | 6 | 5  | 5  | 4  | 4  | 3  | 2  | 5  | 3  | 3  | 2  | 2  | 2  | 1  | 1  | 1  | 1  | 1  | 1  | 1  | 1  | 2  | 1  | 1  | 1  | 1  | 1  | 1  | 1  | 1  | 1  | 1  | 1  | 1  |

Legenda:

Luogo: C = Casa; T = Trasferta. Risultato: V = Vittoria; N = Pareggio; P = Sconfitta.

### Statistiche dei giocatori
| Giocatore        | 2. Bundesliga | 2. Bundesliga | 2. Bundesliga | 2. Bundesliga | Coppa di Germania | Coppa di Germania | Coppa di Germania | Coppa di Germania | Totale   | Totale | Totale      | Totale     |
| Giocatore        | Presenze      | Reti          | Ammonizioni   | Espulsioni    | Presenze          | Reti              | Ammonizioni       | Espulsioni        | Presenze | Reti   | Ammonizioni | Espulsioni |
| ---------------- | ------------- | ------------- | ------------- | ------------- | ----------------- | ----------------- | ----------------- | ----------------- | -------- | ------ | ----------- | ---------- |
| B. Beierlorzer   | 27            | 4             | 3             | 0             | 0                 | 0                 | 0                 | 0                 | 27       | 4      | 3           | 0          |
| G. Dämpfling     | 4             | 0             | 0             | 0             | 0                 | 0                 | 0                 | 0                 | 4        | 0      | 0           | 0          |
| N. Eder          | 39            | 1             | 5             | 0             | 2                 | 0                 | 0                 | 0                 | 41       | 1      | 5           | 0          |
| G. Eymold        | 3             | 0             | 0             | 0             | 0                 | 0                 | 0                 | 0                 | 3        | 0      | 0           | 0          |
| P. Fuchs         | 0             | 0             | 0             | 0             | 1                 | 0                 | 0                 | 0                 | 1        | 0      | 0           | 0          |
| B. Hartmann      | 38            | 0             | 1             | 0             | 3                 | 0                 | 0                 | 0                 | 41       | 0      | 1           | 0          |
| H. Heidenreich   | 34            | 13            | 3             | 0             | 3                 | 4                 | 0                 | 0                 | 37       | 17     | 3           | 0          |
| H. Heider        | 4             | 0             | 0             | 0             | 0                 | 0                 | 0                 | 0                 | 4        | 0      | 0           | 0          |
| F. Heitzer       | 3             | 1             | 0             | 0             | 0                 | 0                 | 0                 | 0                 | 3        | 1      | 0           | 0          |
| R. Hintermaier   | 38            | 8             | 6             | 0             | 3                 | 1                 | 0                 | 0                 | 41       | 9      | 6           | 0          |
| H. Jordan        | 3             | 1             | 0             | 0             | 0                 | 0                 | 0                 | 0                 | 3        | 1      | 0           | 0          |
| D. Lieberwirth   | 23            | 6             | 4             | 0             | 3                 | 1                 | 0                 | 0                 | 26       | 7      | 4           | 0          |
| J. Majkowski     | 5             | 0             | 1             | 0             | 0                 | 0                 | 0                 | 0                 | 5        | 0      | 1           | 0          |
| F. Oberacher     | 31            | 12            | 0             | 0             | 3                 | 1                 | 0                 | 0                 | 34       | 13     | 0           | 0          |
| H. Pausch        | 1             | 0             | 0             | 0             | 1                 | 0                 | 0                 | 0                 | 2        | 0      | 0           | 0          |
| A. Reinhardt     | 1             | 0             | 0             | 0             | 0                 | 0                 | 0                 | 0                 | 1        | 0      | 0           | 0          |
| N. Schlegel      | 24            | 4             | 1             | 0             | 1                 | 0                 | 0                 | 0                 | 25       | 4      | 1           | 0          |
| R. Schöll        | 14            | 0             | 1             | 0             | 1                 | 0                 | 0                 | 0                 | 15       | 0      | 1           | 0          |
| A. Steinkirchner | 14            | 0             | 0             | 0             | 1                 | 0                 | 0                 | 0                 | 15       | 0      | 0           | 0          |
| P. Stocker       | 40            | 3             | 2             | 0             | 3                 | 0                 | 0                 | 0                 | 43       | 3      | 2           | 0          |
| S. Susser        | 22            | 8             | 1             | 0             | 2                 | 0                 | 0                 | 0                 | 24       | 8      | 1           | 0          |
| D. Szymanek      | 16            | 7             | 0             | 0             | 0                 | 0                 | 0                 | 0                 | 16       | 7      | 0           | 0          |
| J. Täuber        | 36            | 1             | 5             | 0             | 3                 | 0                 | 1                 | 0                 | 39       | 1      | 6           | 0          |
| K. Täuber        | 28            | 9             | 2             | 0             | 3                 | 1                 | 0                 | 0                 | 31       | 10     | 2           | 0          |
| H. Weyerich      | 38            | 9             | 5             | 0             | 3                 | 1                 | 0                 | 0                 | 41       | 10     | 5           | 0          |